# Gryllacris pustulata
Gryllacris pustulata är en insektsart som beskrevs av Carl Stål 1877. Gryllacris pustulata ingår i släktet Gryllacris och familjen Gryllacrididae.

## Underarter
Arten delas in i följande underarter:
- G. p. mindorensis
- G. p. luzoniana
- G. p. pustulata
- G. p. palawani
- G. p. ocellaris